# Louisa Bernie Gallaherová
Louisa Bernie Gallaherová, známá také jako L. Bernie Gallaher (nepřechýleně Louisa Bernie Gallaher; 1858 Washington, D.C. – 1917 tamtéž) byla americká vědecká fotografka pracující pro Smithsonian United States National Museum (USNM, dnes Smithsonův institut). Byla první fotografkou ve Smithsonově institutu a pracovala zde 39 let, od roku 1878 až do své smrti v roce 1917.

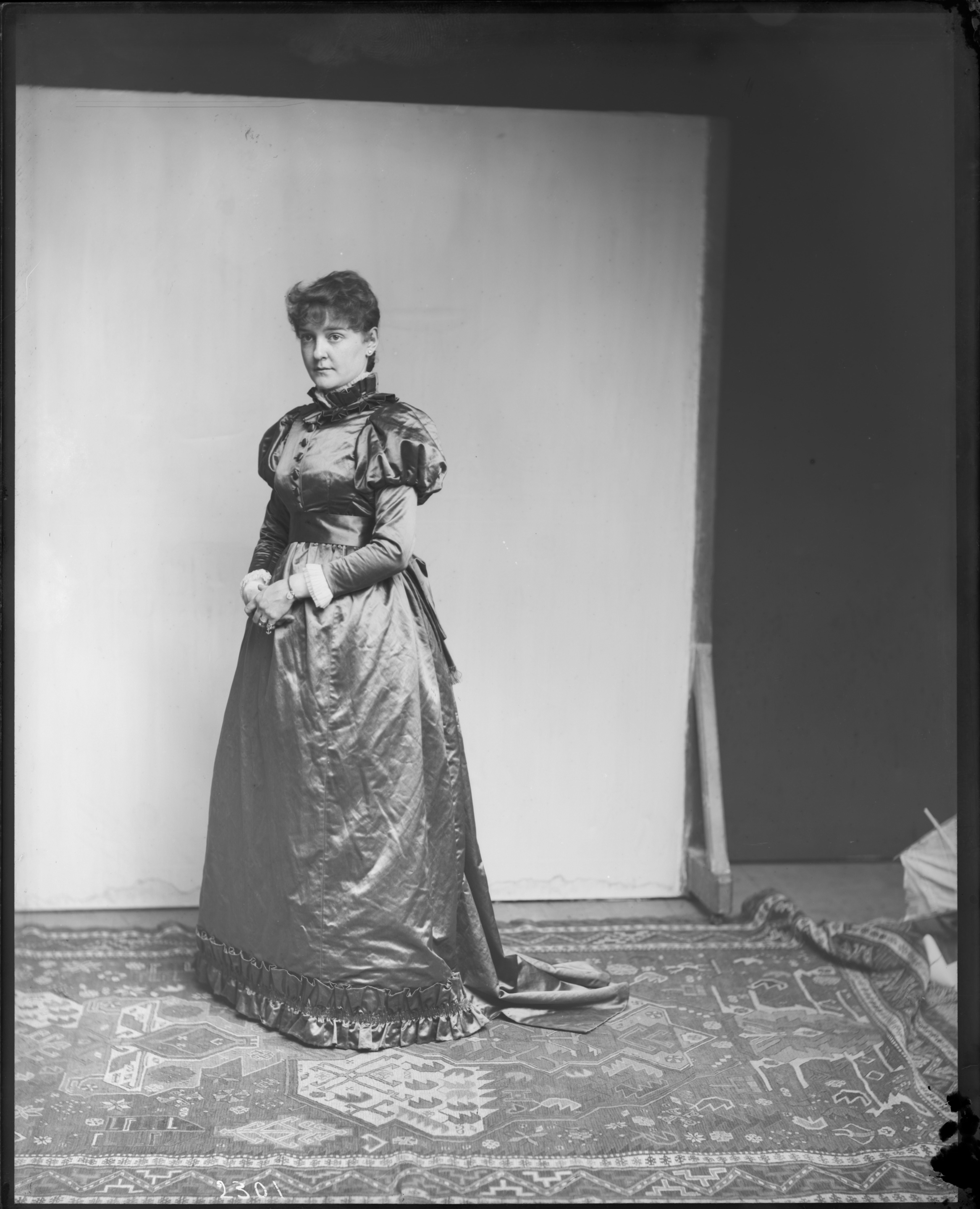
Žena, o které se předpokládá, že je Gallaherová, jako modelka oblečená v šatech z kolekce USNM

## Životopis
Gallaherová se narodila ve Washingtonu v roce 1858. Její matka byla Eliza A. Gallaherová a její otec byl B. Frank Gallaher. Když jí bylo 20 let, začala Gallaherová pracovat ve Smithsonově institutu jako úřednice. Později se začala učit fotografovat, když byla součástí oddělení savců v muzeu. V roce 1890 byla přeložena do fotografického oddělení ústavu. Stala se hlavní asistentkou prvního fotografa v organizaci Thomase Smillieho, který si poprvé všiml jejích fotografických dovedností, než byla převedena na oddělení.
Pro Smithsonův institut Gallaherová někdy pracovala v exteriéru a fotografovala zvířata. Fotografovala také lidi a muzejní předměty, včetně obrazů, rytin a dalších objektů. Specializovala se na mikrofotografii neboli fotografování mikroskopy a zhotovovala také rentgenové reprodukce.
V rámci své práce v muzeu vyvolávala různé fotografie, vytvářela platinové tisky a zpracovávala fotografie ostatních, které byly zaslány do muzea. Vytvářela také diapozitivy pro laternu magicu, které byly používány na přednáškách po celých Spojených státech a Evropě.
Gallaherová pokračovala v práci ve fotografickém oddělení muzea až do své smrti. Zemřela 18. dubna 1917 ve Washingtonu ve věku 59 let. Před její smrtí byla velká část její práce nesprávně připisována Thomasi Smilliemu. Do roku 2019 začali archiváři Smithsonian opravovat Gallaherové chybějící kredity.

## Galerie

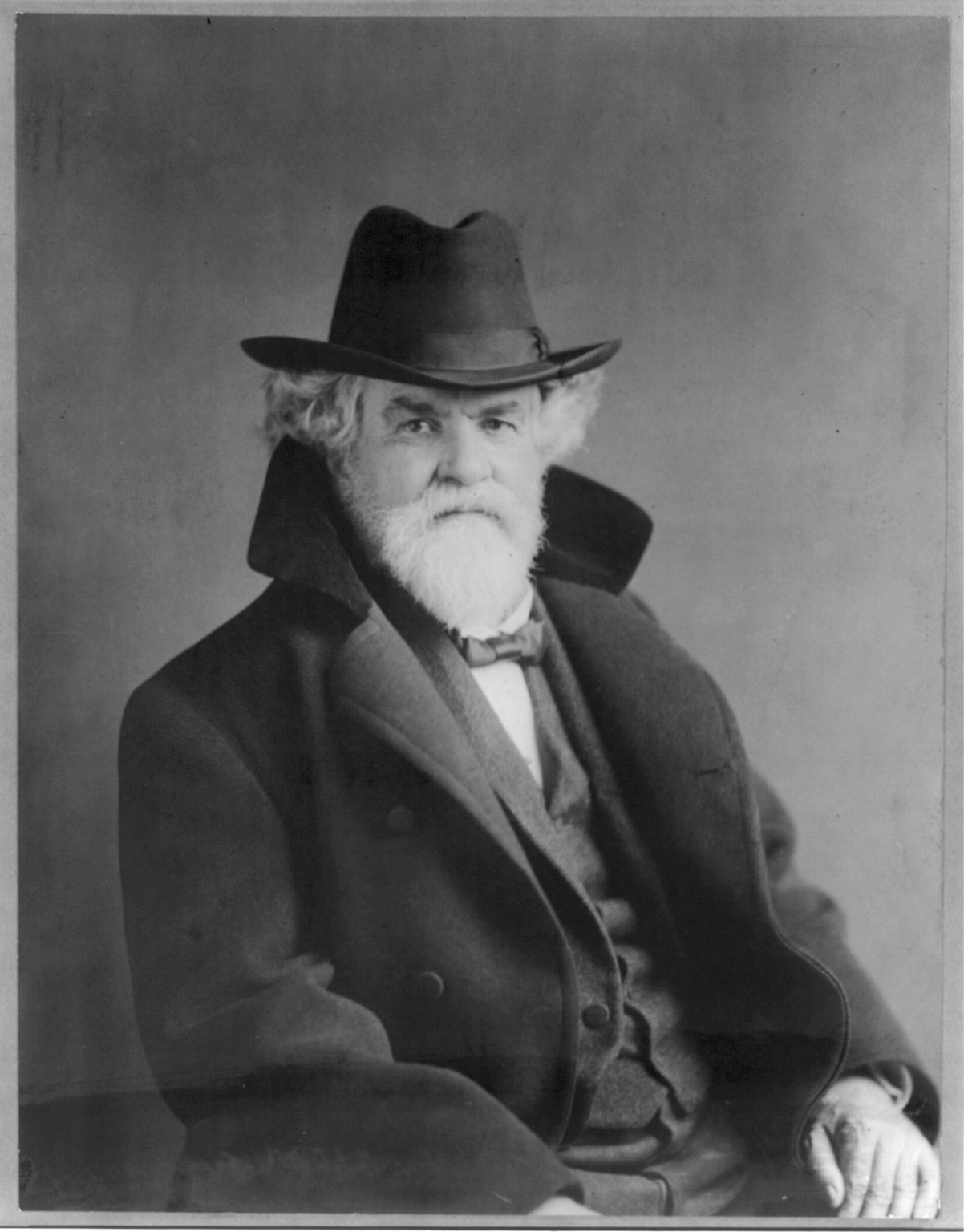
Edward Eggleston, 1837-1902